# Yuta Higuchi
Yuta Higuchi (樋口 雄太 Higuchi Yuta?), född 30 oktober 1996 i Saga prefektur, är en japansk fotbollsspelare.
Higuchi började sin karriär 2019 i Sagan Tosu.